# Friedhelm Beyersdorf
Karl-Friedhelm Beyersdorf (ur. 1954 w Bochum, używa tylko drugiego imienia) – niemiecki kardiochirurg, profesor; specjalizuje się w leczeniu krańcowej niewydolności serca, procedurach ochrony narządów oraz chirurgii aortalnej. Od 2006 szef kliniki chirurgii sercowo-naczyniowej Uniwersytetu Albrechta i Ludwika we Fryburgu.

## Życiorys
Studia medyczne (1975-1981) odbył na Uniwersytecie Johanna Wolfganga Goethego we Frankfurcie nad Menem oraz na uczelniach amerykańskich: Uniwersytecie Johnsa Hopkinsa i Thomas Jefferson University. Pracę doktorską pt. Bestimmung der maximalen Ischämietoleranz des menschlichen Herzens durch ultrastrukturelle und biochemische Erfassung des präischämischen Hypertrophie - und Degenerationsgrades des Myokards obronił summa cum laude na Uniwersytecie Johanna Wolfganga Goethego we Frankfurcie. Zdał również amerykańskie egzaminy medyczne (ECFMG, VQE). 
W izbie lekarskiej landu Hesja uzyskał specjalizację z chirurgii (1990), torakochirurgii oraz chirurgii sercowo-naczyniowej (1992) oraz chirurgii naczyniowej (1994). Z kolei w ramach izby lekarskiej landu Badenia-Wirtembergia uzyskał specjalizację m.in. z chirurgii naczyń (1994), kardiochirurgii (1995) oraz torakochirurgii (1997). Habilitował się na macierzystej uczelni w 1990 roku na podstawie pracy Das Prinzip der kontrollierten Reperfusion in der Herz- und Gefäßchirurgie. W 2006 został szefem kliniki chirurgii sercowo-naczyniowej Uniwersytetu Albrechta i Ludwika zlokalizowanej w Bad Krozingen (niem. Universitäts-Herz-Zentrum Freiburg-Bad Krozingen), niedaleko Fryburga Bryzgowijskiego.
Jest autorem i współautorem licznych artykułów publikowanych w wiodących czasopismach kardiologicznych, m.in. w „European Heart Journal", „Circulation", „European Journal of Cardio-Thoracic Surgery" oraz „European Journal of Heart Failure".
W ramach Niemieckiego Towarzystwa Torakochirurgii i Chirurgii Sercowo-Naczyniowej (niem. Deutsche Gesellschaft für Thorax-, Herz- und Gefäßchirurgie) pełnił funkcję m.in. prezesa (2009). Należy także do American Association for Thoracic Surgery, Cardiothoracic Surgery Network, European Association for Cardio-Thoracic Surgery (od 1999) oraz Society of Thoracic Surgeons.
Od 2011 jest redaktorem naczelnym czasopisma „European Journal of Cardio-Thoracic Surgery". W 2013 został wybrany zagranicznym członkiem korespondentem francuskiej Académie Nationale de Médecine.
W 2000 roku otrzymał tytuł profesora honorowego uniwersytetu w brazylijskiej Marílii. W 2011 otrzymał Nagrodę im. Fritza Ackera (niem. Fritz-Acker-Preis) przyznawaną pod auspicjami Niemieckiego Towarzystwa Kardiologicznego (niem. Deutsche Gesellschaft für Kardiologie).